# Национальная фашистская партия
Национальная фашистская партия (итал. Partito Nazionale Fascista; PNF) — итальянская политическая партия, основанная 9 ноября 1921 года Бенито Муссолини для реализации праворадикальной идеологии фашизма. Предшественником фашистской партии был Итальянский союз борьбы, возглавлявшийся Муссолини.
С 1921 года партия входила в итальянский парламент, в 1924 году получила парламентское большинство, с 1928 года стала единственной легальной партией в стране до падения режима Бенито Муссолини в 1943 году. В настоящее время воссоздание Национальной фашистской партии запрещено Конституцией Италии (Параграф XII Переходных и заключительных положений).

## История
23 марта 1919 года Муссолини основал в Милане Итальянский союз борьбы, во многих городах были созданы местные отделения (фашии). Муссолини придерживался левых взглядов, что не мешало фашистам враждовать с социалистами; с обеих сторон создавались военизированные группировки, периодически происходили стычки, в ходе которых были раненые и убитые.
На выборах в мае 1921 года Муссолини создал Национальный блок с либералами премьер-министра Джованни Джолитти и Итальянской националистической ассоциацией Энрико Коррадини. В результате 35 депутатов от фашистов во главе с Муссолини прошли в Палату депутатов итальянского парламента. 7—10 ноября состоялся 3-й съезд Итальянского союза борьбы, в ходе которого, 9 ноября, союз был преобразован в Национальную фашистскую партию. Через год, в октябре 1922 года, состоялся многотысячный поход на Рим сторонников фашистской партии. Король Виктор Эммануил III провёл встречу с Муссолини и назначил того премьер-министром Италии.
В 1923 году через парламент прошёл закон Ачербо, полностью менявший избирательную систему. Согласно ему партия, набравшая больше всех голосов на выборах, автоматически получала 66 % мест в Палате депутатов. Уже в апреле следующего года состоялись новые выборы, на которых фашистская партия одержала уверенную победу, набрав 63 % голосов. В июле депутат от социалистов Маттеотти был похищен и убит, предположительно членами фашистской партии или их сторонниками. Это событие вызвало кризис: бойкот парламентских заседаний оппозицией, требования отставки правительства Муссолини. 3 января Муссолини произнёс речь, в которой объявил о новом, более жёстком курсе, по отношению к врагам правящего режима. В течение 1920-х годов постепенно завершилось оформление авторитарного режима, ключевым элементом которого стала однопартийная система. Партийные структуры получили государственные полномочия: сначала это произошло с партийными военизированными формированиями, которые стали национальной милицией, затем в 1928 году руководящий орган партии Большой фашистский совет стал одним из высших органов в государстве. В 1928 году все партии кроме фашистской официально были запрещены, к выборам допускались только кандидаты, одобренные Большим фашистским советом.
В 1934 парламентские выборы, Бенито Муссолини опять побеждает в голосовании с 99 % голосов.
Высадка союзных войск в Сицилии в июле 1943 года ясно показала, что фашистский режим скоро падёт. В высших кругах созрел план свержения Муссолини. В ночь с 24 на 25 июля большинство членов Большого фашистского совета проголосовало за отстранение Муссолини, приказом короля он был помещён под арест. Новый премьер-министр маршал Бадольо официально запретил Национальную фашистскую партию.
Когда Муссолини был освобождён диверсионной группой под командованием Скорцени и поставлен во главе марионеточной Итальянской социальной республики, фашистская партия была реанимирована под названием Республиканской фашистской партии. С падением Итальянской социальной республики партия окончательно прекратила существование.

## Идеология
Идеология Национальной фашистской партии с течением времени изменялась. Это было связано как с изменением взглядов самого Муссолини, так и с текущей политической ситуацией. В идеологии фашистской партии присутствовали социалистические и синдикалистские идеи, хотя при этом центральное место занимал национализм и фашисты активно боролись против представителей коммунистических и иных социалистических партий в Италии, кроме короткого периода в 1921 году, когда Муссолини пытался помириться с Социалистической партией. Корни этой вражды уходят во время Первой мировой войны, когда провоенные выступления фашистов подвергались нападениям со стороны других социалистов. Когда фашистская партия набрала политический вес, крайне правые идеи стали преобладать. Изначально республиканцы и антиклерикалы, впоследствии фашисты поддержали монархию и Католическую церковь (в 1929 году Муссолини подписал Латеранские соглашения), но вернулись к антимонархизму после антифашистского переворота 1943 года, в котором ключевую роль играл король Эммануил Третий. Похожим образом, важным элементом идеологии был корпоративизм — учение о единении разных социальных групп в рамках государства, когда эти группы (классы) представляются не антагонистами, а союзниками в достижении общих целей (процветания государства). Он был продуктом компромисса между радикально-социалистической программой синдикализма и интересами союзников фашистов среди правых и капиталистов. Предательство этих кругов во время переворота 1943 привело к отказу от корпоративизма и возвращению к старым синдикалистским установкам (Веронский манифест).
Отношение к евреям
С избранием папой римским кардинала Пачелли у Муссолини пропала необходимость беспокоиться о возможном папском протесте по поводу кампании против итальянских евреев, которых начали вытеснять из школ и университетов страны, лишать работы. Папа не стал критиковать расовые законы, устно или письменно, ни в 1939-м, ни в последующие годы, когда они оставались в силе. Хотя папа публично не проявлял признаков недовольства антисемитской кампанией, он продолжал заступаться за католиков из числа крещеных евреев и детей евреев.

## Численность
- 450 000 (1921)
- 950 000 (1922)
- 1 600 000 (1924)
- 1 500 000 (1926)
- 2 000 000 (1928)
- 2 300 000 (1930)
- 3 200 000 (1932)
- 4 000 000 (1934)
- 7 100 000 (1936)
- 6 000 000 (1939)
- 6 200 000 (1940)
- 4 500 000 (1941)
- 2 300 000 (1942)
- 2 400 000 (1943)[3]

## Гимн и девиз
Гимном партии была песня «Giovinezza» (Юность).

## Секретари НФП
- Микеле Бьянки (ноябрь 1921 — январь 1923);
- Триумвират (январь 1923 — октябрь 1923): Микеле Бьянки, Никола Сансанелли, Джузеппе Бастианини;
- Франческо Джунта (15 октября 1923 — 22 апреля 1924)
- Квадрумвират (23 апреля 1924 — 15 февраля 1925): Роберто Форджес Даванцати, Чезаре Росси, Джованни Маринелли, Алессандро Мелькиорри;
- Роберто Фариначчи (15 февраля 1925 — 30 марта 1926);
- Аугусто Турати (30 марта 1926 — 7 октября, 1930);
- Джованни Джуриати (октябрь 1930 — декабрь 1931);
- Акилле Стараче (декабрь 1931 — 31 октября, 1939);
- Этторе Мути (31 октября 1939 — 30 октября, 1940);
- Адельки Серена (30 октября 1940 — 26 декабря 1941);
- Альдо Видуссони (26 декабря 1941 — 19 апреля 1943);
- Карло Скорца (19 апреля 1943 — 27 июля 1943).